# Solução aquosa

A primeira "concha de solvatação" de um íon sódio dissolvido em água

Uma solução aquosa é uma solução na qual o solvente é água. É normalmente mostrada em equações químicas com o subscrito (aq). A palavra aquoso refere-se a isto, ou dissolvido em água. Como a água é um bom solvente assim como naturalmente abundante, esta logicamente se tornou um solvente omnipresente na química.
Substâncias que não se dissolvem bem em água são chamadas hidrofóbicas ('medo de água') enquanto que as que o fazem são conhecidas como hidrofílicas ('amantes da água'). Um exemplo de substância hidrofílica é o cloreto de sódio (o vulgar sal de cozinha). Ácidos e bases são soluções aquosas, como parte de sua definições de Arrhenius.  Dependendo da concentração do ácido ou da base, é necessário levar em conta a autoionização da água para analisar a acidez da solução, já que mesmo a água pura tem uma concentração inevitável de íons H+ e OH-.  
A habilidade de uma substância para dissolver-se em água é determinada por a substância se pode alcançar ou ultrapassar as fortes forças atrativas que as moléculas de água geram entre elas mesmas. Se a substância carece da habilidade para dissolver-se em água as moléculas formam um precipitado. A solubilização na água pode ser modelada por meio de um equilíbrio químico, que mostra um balanço entre espécies solubilizadas e não-solubilizadas (gases ou precipitado). 
Soluções aquosas que conduzem corrente elétrica eficientemente contêm eletrólitos fortes, enquanto aquelas que conduzem fracamente são consideradas contendo eletrólitos fracos. Estes eletrólitos fortes são substâncias que são completamente ionizadas em água. Não-eletrólitos são substâncias que dissolvem--se em água mas não produzem qualquer íon.
Ao executar os cálculos a respeito de reação de um ou mais soluções aquosas, deve-se geralmente saber a concentração, ou molaridade, das soluções aquosas. A concentração da solução é dada nos termos da forma do soluto anteriormente a ele ter-se dissolvido.

## Solubilidade em água
Estas são regras simples para determinar-se solubilidade:
1. Todos os compostos com íons Na+, K+, e NH4+ são solúveis.
2. Todos os nitratos (NO3-) e acetatos (CH3COO-) são solúveis em água.
3. A maioria dos cloretos (Cl-) e sulfatos (SO42-) são solúveis em água. Exceto os seguintes: AgCl, PbCl2, Hg2Cl2, BaSO4 e PbSO4.
4. A maioria dos carbonatos (CO32-), fosfatos (PO43-), sulfetos (S2-), e hidróxidos (OH-) são insolúveis em água.  Exceções são LiOH, NaOH, KOH e NH3(aq).[1]